# شهرستان دکیتر (تنسی)
شهرستان دکیتر (به انگلیسی: Decatur County, Tennessee) یک سکونتگاه مسکونی در ایالات متحده آمریکا است که در تنسی واقع شده‌است.

## خصوصیات
شهرستان دکیتر ۸۹۳ کیلومترمربع مساحت دارد.